# Distrito de Caleta de Carquín
El distrito de Caleta de Carquín es uno de los doce que conforman la provincia de Huaura, ubicada en el departamento de Lima en la costa central del Perú. Su capital, la Caleta de Carquín es parte de la conurbación de la ciudad de Huacho, la capital provincial.
Dentro de la división eclesiástica de la Iglesia Católica del Perú, pertenece a la diócesis de Huacho

## Toponimia
El nombre de esta jurisdicción se le suele atribuir a un militar del Imperio Incaico, Domingo Carquín, el cual tuvo a su cargo el área donde se encuentra actualmente el distrito durante el siglo XVI. Sin embargo, otras teorías apuntarían a un sacerdote misionero llegado en la misma época, que estuvo encargado de la diócesis donde se halla el lugar

## Historia
El distrito fue creado mediante Ley N.º 9389 del 30 de septiembre de 1941, en el primer gobierno del Presidente Manuel Prado Ugarteche.

## Geografía
Se encuentra a tres kilómetros de Huaura, la capital de la provincia. Su altitud promedio es de 14 m.s.n.m y sus coordenadas son; latitud sur, 11°5′21″ y longitud oeste 77°37′36″. El pueblo de Carquín, se ubica sobre la pendiente de un cerro y llega hasta la ribera del mar.

## Hitos urbanos
El lugar posee dos avenidas principales, la av. Túpac Amaru y la av. Industrial. Del mismo modo, cuenta varios jirones, como el jr. San Martín y el jr Buenos Aires. Los edificios principales son los de la Municipalidad, la biblioteca municipal y la iglesia matriz.
La plazuela de San Martín es la plaza principal donde se halla el asta monumental donde se iza el Pabellón Nacional y el busto de don José de San Martín. Al borde de la plazuela, frente al mar, hay una baranda de fuerza con balaustres de cemento. Rodean a la plazuela el local de la Municipalidad, el antiguo local de la Escuela de Varones N.º 437, la iglesia de San Pedro y el local comunitario que antes fuera del Centro Progreso Humanitario de Carquín. Igualmente, hay plazuelas como la de San Pedro, ubicada al comienzo de la av. Túpac Amaru.
La arquitectura local es sencilla, de casas construidas de quincha y de adobe; sin embargo, también es posible ver casas edificadas con material noble.

## Demografía

### Población
El distrito tenía según el censo de 1993 una población de 5,123 habitantes. Para el censo de 2007 la población había descendido a 4,836 hab. de los cuales gran parte se dedica a la pesca artesanal.

### Aspectos sociolingüísticos
El idioma principal es el español y el ambiente en el que se desarrolla pudiese ser de monolingüismo, sin embargo, según algunas fuentes, habría gentes de habla quechua, dando lugar así a ciertos sectores de bilingüismo pues los inmigrantes andinos venidos de provincias ancashinas, que han formado una pequeña colonia, hablan castellano y quechua. Los niños y adolescentes suelen hablar en tono fuerte, pues para dejarse escuchar tienen que imponerse sobre el sonido constante de las olas. El analfabetismo alcanza únicamente a personas de 70 a más años por falta de formación, por desinterés de los padres o por prejuicios propios de la época.

### Religión
Según datos del censo de 2007, el 85,99 % de la población del distrito es católica, el 10,96 % es miembro de alguna iglesia evangélica, el 2,03 % manifiesta no profesar ninguna religión, mientras que el 2,07 % dice profesar alguna otra creencia. En el caso de los católicos, están representados por la diócesis de Huacho cuyo obispo es Antonio Santarsiero Rosa, OSJ.

## Economía
La actividad económica principal de este lugar es la producción pesquera, la cual consiste en la extracción y transformación del pescado en harina. Para ello el distrito cuenta con dos plantas industriales procesadoras. Asimismo, sobresale la actividad extractiva para consumo humano, dedicándose a ella la mayor parte de la población de este distrito. Las especies más comunes son la lorna, la chita, el pejerrey, los cangrejos, el chanque, el caracol, entre otros.
En cuanto a la agricultura, Carquín posee unas 1488.41 has de unidades con superficies agrícola. Respecto a la producción pecuaria, según el censo nacional agropecuario de 1994, en Carquín se cría ganado vacuno, ovino, porcino y pollos.

## Cultura

### Festividades
Al ser Carquín un distrito mayoritariamente católico, las fiestas están asociadas con fechas religiosas cristianas. Una de las que destaca es la Festividad de las Cruces, ya que existen 7 de ellas en un pequeño territorio, todo el mes de mayo se desarrollan fiestas, destacando las de las cruces de Papa, Cantagallo y Buenos Aires esta última celebrada siempre el 31 de mayo de cada año
- Festividad de la Cruz de Papas, esta fiesta es la de mayor tradición y posiblemente la más antigua. Se debe a la iniciativa de una de las primeras maestras del distrito, María Híjar, quien a través de innovaciones produjo una superproducción de papas. Estos métodos fueron enseñados a los pobladores, los cuales pudieron cosechar en gran cantidad. Por eso en agradecimiento y homenaje al Señor levantaron una cruz de madera y la colocaron en la cima del cerro Carquín. En la actualidad el culto a esta venerada cruz y sus festejos son muy pomposos y atrae una multitud de fieles.

- Festividad de la Cruz de Cantagallo, se halla ubicada en el cerro Carquín, hacia el Oeste en una atrayente y vistosa capilla. La fiesta comienza desde la víspera, por la noche y al siguiente día la fiesta con alba.

- Festividad de la Cruz de Buenos Aires, esta cruz está ubicada detrás de la iglesia en el Jirón Buenos Aires, en una urna empotrada en la pared. También es objeto de un buen arreglo, misa y procesión con acompañamiento de fieles y banda de música.

- Fiesta de San Pedro, es el patrón del pueblo y su fiesta dura tres días, es la que con mayor solemnidad y algarabía se celebra el 29 de junio.

Desde días antes arriban al pueblo familiares venidos de Lima, Callao y otros lugares. Una fuerte sensación de fiesta se percibe por todas partes. El movimiento es inusitado y todo comentario gira en torno a la fiesta. El pueblo cobra animación con la llegada de las bandas de músicos y la preparación de los castillos de fuegos artificiales. Hay dos imágenes de San Pedro, uno llamado el viejo y el otro el joven o San Pedrito, la fiesta dura tres días consecutivo el 27, 28 y 29 del mes de junio.

### Gastronomía
Uno de los platos es el AJIACO de papas' que, según los lugareños, es un aporte del pueblo de Carquín a Huacho. Sin embargo, los pobladores aseguran que la preparada en Carquín difiere de la variedad preparada en Huacho, debido a ciertos ingredientes como las frutas.
El plato tradicional y oriundo  es el "Charquican de anchoveta", hecho a base del lomo de la  anchoveta seca el cual es un plato muy difundido últimamente .

### Vocabulario local
- Churre: Niño.
- Palabras chilenas: Eufemismo para referirse a los vituperios.
- Carquinero: Gentilicio usado para designar a los naturales de la zona de Carquín.
- Huachanos comecha'os: Circunloquio usado para referirse a los naturales de Huacho.
- Pintero: En la pesca artesanal, persona que pinta embarcaciones.
- Agalleros
- Atarralleros: En la pesca artesanal, personas que tiran la red.
- Cangrejeros: Neologismo. Persona que extrae cangrejos.

## Autoridades

### Municipales
- 2019-2022[3]
  - Alcalde: Nilton Ademir Carreño Panana, Partido Independiente.
- 2011-2014[4]
  - Alcalde: Mirtha Angélica Bazalar López, Movimiento independiente regional PADIN.
  - Regidores: Martín Santo Bazalar Torero (PADIN), Janet Sadit Landa Changana (PADIN), Luzmila Catherine Changana Panana (PADIN), Hernán Martínez Toledo (PADIN), Cristóal Alfredo Minaya Saldarriaga (Restauración Nacional).
- 2007-2010
  - Alcalde: Juana Ramos Ramos.

### Policiales
- Comisaría de Huacho
  - Comisario: Cmdte. PNP. Silvestre Santamaría Obando.[5]

### Religiosas
- Diócesis de Huacho[2]
  - Obispo de Huacho: Mons. Antonio Santarsiero Rosa, OSI.
- Parroquia San Pedro[6]
  - Párroco: Pbro. Ángel Bisso.